# كدسورة بورنيونية
كدسورة بورنيونية (الاسم العلمي:Kadsura borneensis) هي نوع من النباتات يتبع جنس الكدسورة من الفصيلة الشزندرية. سمي هذا النوع نسبةً إلى جزيرة بورنيو في أرخبيل الملايو.